# Cesare Lovati
Cesare Lovati (Buenos Aires, 25 dicembre 1891 – Varese, 22 luglio 1961) è stato un allenatore di calcio e calciatore argentino naturalizzato italiano, di ruolo centrocampista.

## Carriera

### Giocatore
Centrocampista dotato di grande fisicità, passa la propria carriera nel Milan negli anni a cavallo della prima guerra mondiale. Perno inamovibile dello scacchiere dei milanesi, gioca 114 partite in maglia rossonera, guadagnandosi 6 convocazioni con la Nazionale italiana come oriundo. Col Milan vinse tre tornei bellici: la Coppa Federale nel 1915-16 (pur non giocando alcuna partita ufficiale), la Coppa Regionale Lombarda nel 1916-17 e la Coppa Mauro nel 1917-18.

### Allenatore
Terminata la carriera di giocatore intraprende quella di allenatore, guidando l'Atalanta (una stagione affiancato da una commissione tecnica e due come allenatore, primo della storia dei neroazzurri) e poi Monza e Seregno.

## Statistiche

### Presenze e reti nei club
| Stagione        | Squadra         | Campionato      | Campionato | Campionato | Coppe nazionali | Coppe nazionali | Coppe nazionali | Coppe continentali | Coppe continentali | Coppe continentali | Altre coppe | Altre coppe | Altre coppe | Totale | Totale |
| Stagione        | Squadra         | Comp            | Pres       | Reti       | Comp            | Pres            | Reti            | Comp               | Pres               | Reti               | Comp        | Pres        | Reti        | Pres   | Reti   |
| --------------- | --------------- | --------------- | ---------- | ---------- | --------------- | --------------- | --------------- | ------------------ | ------------------ | ------------------ | ----------- | ----------- | ----------- | ------ | ------ |
| 1910-1911       | Milan           | PC              | 2          | 0          | -               | -               | -               | -                  | -                  | -                  | -           | -           | -           | 2      | 0      |
| 1911-1912       | Milan           | PC              | 2          | 0          | -               | -               | -               | -                  | -                  | -                  | -           | -           | -           | 2      | 0      |
| 1912-1913       | Milan           | PC              | 4          | 0          | -               | -               | -               | -                  | -                  | -                  | -           | -           | -           | 4      | 0      |
| 1913-1914       | Milan           | PC              | 16         | 2          | -               | -               | -               | -                  | -                  | -                  | -           | -           | -           | 16     | 2      |
| 1914-1915       | Milan           | PC              | 19         | 1          | -               | -               | -               | -                  | -                  | -                  | -           | -           | -           | 19     | 1      |
| 1915-1916       | Milan           | -               | -          | -          | -               | -               | -               | -                  | -                  | -                  | CF          | 0           | 0           | 0      | 0      |
| 1916-1917       | Milan           | -               | -          | -          | -               | -               | -               | -                  | -                  | -                  | CRL         | 4           | 1           | 4      | 1      |
| 1917-1918       | Milan           | -               | -          | -          | -               | -               | -               | -                  | -                  | -                  | CM          | 1           | 0           | 1      | 0      |
| 1918-1919       | Milan           | -               | -          | -          | -               | -               | -               | -                  | -                  | -                  | CM          | 9           | 0           | 9      | 0      |
| 1919-1920       | Milan           | PC              | 19         | 2          | -               | -               | -               | -                  | -                  | -                  | -           | -           | -           | 19     | 2      |
| 1920-1921       | Milan           | PC              | 21         | 0          | -               | -               | -               | -                  | -                  | -                  | -           | -           | -           | 21     | 0      |
| 1921-1922       | Milan           | PC              | 22         | 1          | -               | -               | -               | -                  | -                  | -                  | -           | -           | -           | 22     | 1      |
| Totale Milan    | Totale Milan    | Totale Milan    | 105        | 6          |                 | -               | -               |                    | -                  | -                  |             | 14          | 1           | 119    | 7      |
| Totale carriera | Totale carriera | Totale carriera | 105        | 6          |                 | -               | -               |                    | -                  | -                  |             | 14          | 1           | 119    | 7      |

### Cronologia presenze e reti in Nazionale
| Cronologia completa delle presenze e delle reti in nazionale ― Italia | Cronologia completa delle presenze e delle reti in nazionale ― Italia | Cronologia completa delle presenze e delle reti in nazionale ― Italia | Cronologia completa delle presenze e delle reti in nazionale ― Italia | Cronologia completa delle presenze e delle reti in nazionale ― Italia | Cronologia completa delle presenze e delle reti in nazionale ― Italia | Cronologia completa delle presenze e delle reti in nazionale ― Italia | Cronologia completa delle presenze e delle reti in nazionale ― Italia |
| Data                                                                  | Città                                                                 | In casa                                                               | Risultato                                                             | Ospiti                                                                | Competizione                                                          | Reti                                                                  | Note                                                                  |
| --------------------------------------------------------------------- | --------------------------------------------------------------------- | --------------------------------------------------------------------- | --------------------------------------------------------------------- | --------------------------------------------------------------------- | --------------------------------------------------------------------- | --------------------------------------------------------------------- | --------------------------------------------------------------------- |
| 18-1-1920                                                             | Milano                                                                | Italia                                                                | 9 – 4                                                                 | Francia                                                               | Amichevole                                                            | -                                                                     |                                                                       |
| 28-3-1920                                                             | Berna                                                                 | Svizzera                                                              | 3 – 0                                                                 | Italia                                                                | Amichevole                                                            | -                                                                     |                                                                       |
| 13-5-1920                                                             | Genova                                                                | Italia                                                                | 1 – 1                                                                 | Paesi Bassi                                                           | Amichevole                                                            | -                                                                     |                                                                       |
| 28-8-1920                                                             | Gand                                                                  | Egitto                                                                | 1 – 2                                                                 | Italia                                                                | Olimpiadi 1920                                                        | -                                                                     |                                                                       |
| 29-8-1920                                                             | Anversa                                                               | Francia                                                               | 3 – 1                                                                 | Italia                                                                | Olimpiadi 1920                                                        | -                                                                     |                                                                       |
| 6-3-1921                                                              | Milano                                                                | Italia                                                                | 2 – 1                                                                 | Svizzera                                                              | Amichevole                                                            | -                                                                     |                                                                       |
| Totale                                                                |                                                                       | Presenze                                                              | 6                                                                     |                                                                       | Reti                                                                  | 0                                                                     |                                                                       |

## Palmarès

### Giocatore

#### Competizioni nazionali
- Coppa Federale: 1

Milan: 1915-1916

#### Competizioni regionali
- Coppa Lombardia: 1

Milan: 1916-1917
- Coppa Mauro: 1

Milan: 1917-1918

### Allenatore

#### Competizioni nazionali
- Prima Divisione: 1

Monza: 1933-1934